# Niederländische Badmintonmeisterschaft 1974
Die Niederländische Badmintonmeisterschaft 1974 war die 33. Austragung der nationalen Titelkämpfe im Badminton in den Niederlanden. Sie fand bereits vom 8. bis zum 9. Dezember 1973 in Utrecht statt.

## Finalresultate
| Disziplin    | Sieger                              | Finalist                        | Ergebnis          |
| ------------ | ----------------------------------- | ------------------------------- | ----------------- |
| Herreneinzel | Rob Ridder                          | Clemens Wortel                  | 8-15, 18-16, 15-6 |
| Dameneinzel  | Joke van Beusekom                   | Agnes van der Meulen            | 11-5, 4-11, 11-1  |
| Herrendoppel | Boudewijn Ridder Rob Ridder         | Piet Ridder Piet Visman         | 15-11, 15-3       |
| Damendoppel  | Marja Ridder Agnes van der Meulen   | Joke van Beusekom Henny Wesdorp | 17-14, 5-15, 15-5 |
| Mixed        | Huub van Ginneken Joke van Beusekom | Clemens Wortel Henny Wesdorp    | 15-3, 15-4        |